# زیله
خطای لوآ در پودمان:Location_map در خط 553: ناتوان در یافتن تعریف‌های واردشده برای نقشهٔ مکان‌نما: «پودمان:Location map/data/ترکیه آزمایشی» موجود نیست.
زیله شهری در استان توقات ترکیه است.

## پیشینه
زیله نام شهر باستانی سرزمین پونتوس بود که جهت مرکزیت مذهبی و معابد و آتشکده‌هایش معروف بود و روزگاری حکومت شهر را مغان برعهده داشتند. مغان ایرانی که در زیله از راه قدرت مذهبی و تولیت معابد به سروری رسیده بودند، خود را «آذرموبدان» می‌نامیدند. علاوه بر پرستش آناهیتا و مهر چنان می‌نماید که آیین بزرگداشت آتش که یکی از ویژگی‌های کیش زرتشتی است در این شهر اهمیت داشته است.
در این شهر بود که در سال ۴۷ میلادی ژولیوس سزار رومی، فارناک دوم، پادشاه پونتوس، را شکست داد و بعدها این شهر مبدل به یک استان رومی شد.